# Eureka County
Eureka County je okres ve středu státu Nevada ve Spojených státech amerických. Žije zde přibližně 1 900 obyvatel a je tak druhým nejméně zalidněným okresem Nevady. Správním sídlem okresu je Eureka, přičemž v okrese se nenachází žádná obec a všechna sídla se nacházejí v nezařazeném území. Celková rozloha okresu činí 10 826 km². Založen byl roku 1873 a pojmenován byl podle řeckého slova „heuréka“ s odkazem na nálezy stříbra v oblasti.